# Sejoidea
Sejoidea (лат.) — надсемейство клещей из отряда Mesostigmata надотряда Parasitiformes. Единственное надсемейство из подотряда Sejina (Sejida Kramer, 1885; Liroaspina Trägårdh, 1946; Heterozerconina Berlese, 1892).

## Описание
Обнаружены в дуплах деревьев, в термитниках, гнездах птиц и грызунов, в подстилке. Распространение всесветное.

## Классификация
6 семейств, 10 родов и 59 видов.
Три семейства были описаны в составе Sejina: Sejidae (Berlese, 1913) (= Liroaspididae Trägårdh, 1946), Uropodellidae (Camin, 1955) и Ichthyostomatogasteridae (Sellnick, 1953), а два другие добавлены позже после синонимизации Heterozerconina с Sejina. В 2011 году предложено выделить Discozerconidae и Heterozerconidae в отдельное надсемейство Heterozerconoidea.
- Discozerconidae Berlese, 1910
- Heterozerconidae Berlese, 1892
- Ichthyostomatogasteridae Sellnick, 1953
- Reginacharlottiidae Walter, 2013
- Sejidae Berlese, 1913 (Sejus togatus)
- Uropodellidae Camin, 1955